# Hylaeus glacialis
Hylaeus glacialis är en biart som beskrevs av Morawitz 1872. Hylaeus glacialis ingår i släktet citronbin, och familjen korttungebin. Inga underarter finns listade i Catalogue of Life.